# Сверетица (приток Ловати)
Сверетица — река в России, протекает по Новосокольническому и Великолукскому районам Псковской области. Устье реки находится в 371 км по левому берегу реки Ловати. Длина реки составляет 26 км, площадь водосборного бассейна 108 км².
Истоки реки находятся на территории Пригородной волости Новосокольнического района. Ниже, в Великолукском районе, река протекает по территории Купуйской волости. На берегу реки стоят деревни Дерганово, Платоново и Костелево.

## Данные водного реестра
По данным государственного водного реестра России относится к Балтийскому бассейновому округу, водохозяйственный участок реки — Ловать и Пола, речной подбассейн реки — Волхов. Относится к речному бассейну реки Нева (включая бассейны рек Онежского и Ладожского озёр).
Код объекта в государственном водном реестре — 01040200312102000022783.